# Арушанов, Вячеслав Семёнович
Вячеслав Семёнович Арушанов (бел. Вячаслаў Сямёнавіч Арушанаў; 13 октября 1962, Баку, Азербайджанская ССР, СССР) — советский, белорусский футболист и тренер.

## Карьера
Воспитанник бакинской ДЮСШ «Трудовые резервы», в 16 лет переехал в Белоруссию, где начал профессиональную игровую карьеру в клубе «Динамо (Минск)», игравший в высшей лиге СССР, однако на поле за основную команду не выходил, участвуя в матчах дублёров. В 1980 году 18-летний Арушанов перешёл в «Динамо» Брест, игравшее во второй лиге СССР, где стал получать регулярную игровую практику. В составе команды иногда упоминался как защитник, иногда — как нападающий. Не упоминался в составе команды в 1982—1983 годах (вероятно, призывался в армию), вернулся в 1984 и продолжил выступать за команду. В 1987 году играл за ФК «Текстильмаш» из Бреста, который занял место в нижней части таблицы чемпионата БССР.
В 1993 году стал одним из тренеров «Динамо» Брест, с которым его в дальнейшем связала почти 20-летняя тренерская карьера. Работал старшим тренером, требером дублирующего состава, тренировал Романа Василюка). Несколько раз становился исполняющим обязанности главного тренера после отставок других специалистов (ему принадлежит клубный рекорд по приходам на роль и. о. главного тренера — 4 раза). В промежуток с 2004 по 2006 годы был администратором хоккейного клуба «Брест», после чего вернулся в футбольный клуб. В 2007 году, в качестве старшего тренера (ассистировал Владимиру Геворкяну), выиграл Кубок Белоруссии. После отставки Геворкяна в 2008 году стал исполняющим обязанности на 5 матчей, затем снова стал старшим тренером. После отставки в 2009 году Евгения Троцюка вывел команду на игру в одном матче, затем уступил позицию исполняющего обязанности Сергею Ковальчуку. Впоследствии работал старшим тренером, тренером дубля и работал в академии. На 2019 год работал на кафедре физического воспитания и спорта Брестского государственного технического университета.